# Cintura di rocce verdi di Isua

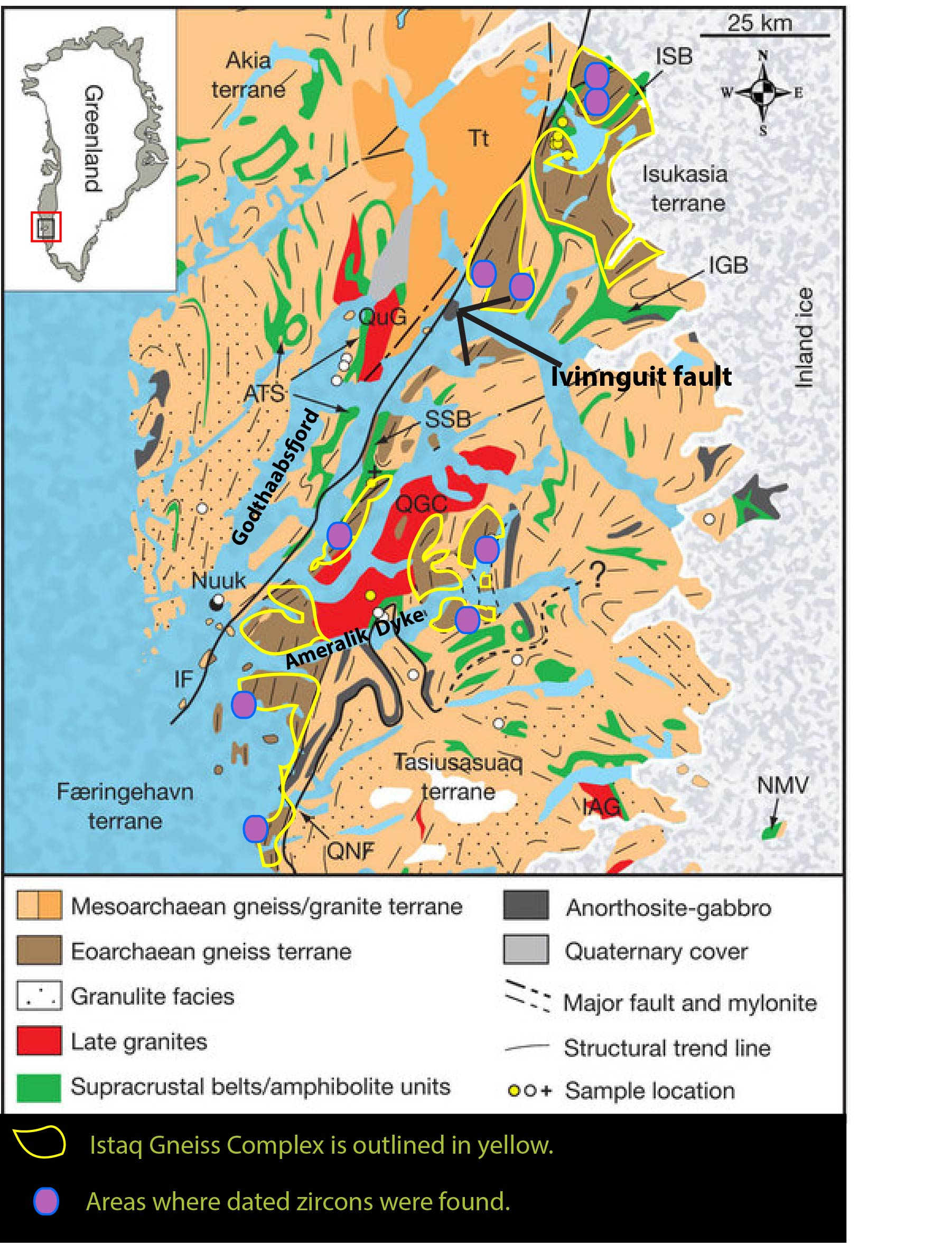
Mappa delle unità geologiche che compongono la cintura di rocce verdi di Isua. La figura è una combinazione di immagini da Nutman et al., 2007 e T Naerra et al., 2012.

La cintura di rocce verdi di Isua è una cintura di rocce verdi situata nella parte sudoccidentale della Groenlandia. La cintura è risalente all'Archeano e viene datata a 3,7-3,8 miliardi di anni fa.
La cintura contiene rocce vulcaniche femiche e rocce sedimentarie variamente metamorfizzate. La presenza di evidenze geochimiche di boninite, caratterizzata dall'estrema povertà di elementi traccia privi di mobilità nei fluidi, è un'evidenza che processi tettonici in cui la crosta litica si è fusa possono essere stati responsabili della formazione della cintura. Un'ipotesi alternativa suggerisce che la cintura si sia formata attraverso un processo chiamato tettonica verticale.
Lo scioglimento della neve avvenuto nel 2016 ha portato alla luce le stromatoliti fossili più antiche finora scoperte sulla Terra. La scoperta di strutture stromatoliche complesse a Isua, formate per accrezione di strati di biofilm in un periodo così antico, suggerisce che l'abiogenesi, cioè la prima comparsa di vita sul nostro pianeta, sia avvenuta circa 4 miliardi di anni fa.